# Параллельная эволюция
Параллельная эволюция или параллелизм (от греч. παράλληλος — параллельный; идущий рядом) — независимое развитие сходных признаков в эволюции близкородственных, но выделившихся групп организмов, протекающее в одном направлении. Предполагает наличие общего предка, имеющего зачатки анатомических черт, способствующих этому, и происходит при сходном эволюционном давлении благодаря протеканию естественного отбора. Если организмы не близкородственны, то эволюция является конвергентной.

## Описание
В результате параллельной эволюции признаки сходства различных групп, которые приобретены вторично, будто накладываются на их сходство, обусловленное общим происхождением. Так возникает особая категория сходства органов у разных видов — гомология.
Возникновение параллелизма связано с сохранением близкородственными группами организмов определенной генетической общности, а также сходства процессов онтогенеза и его регуляции. Параллелизм начинается с дивергенции. В генофондах родственных видов закономерно появляются подобные (гомологичные) мутации (закон гомологических рядов наследственной изменчивости, установленный Н. И. Вавиловым). При условии действия на популяции родственных видов подобно направленного естественного отбора изменения этих популяций идут подобными путями, что проявляется в виде параллелизма.

## Примеры параллелизма
Параллелизм широко распространен в филогенезе различных групп организмов.
Вероятно, путём параллельной эволюции развивались приспособления к водному образу жизни в трёх линиях эволюции ластоногих (моржи, ушастые и настоящие тюлени). Тоже самое можно сказать про приспособление к водному образу жизни анкодонтов и китообразных. У нескольких групп крылатых насекомых передние крылья превратились в надкрылья. У разных групп лопастепёрых рыб развивались признаки земноводных (тетраподизация). В нескольких группах терапсид параллельно развивались признаки млекопитающих (маммализация; стоит отметить, что класс Mammalia всё равно является монофилитическим, так как все происходят от одной группы терапсид, хотя были и другие подобные им). У разных тераподовых динозавров появлялись признаки птиц (орнитизация).
Признаки покрытосеменных растений независимо и параллельно развивались в разных линиях эволюции их предков — проангиоспермов.